# HH 222
HH 222 – obiekt Herbiga-Haro znajdujący się w gwiazdozbiorze Oriona w obszarze mgławicy NGC 1999 należącej do Wielkiego Kompleksu Molekularnego Oriona. HH 222 rozciąga się na przestrzeni 10 lat świetlnych.
Źródło HH 222 nie jest znane. Jest to gazowy strumień emitujący światło o szerokiej palecie barw. Jedna z hipotez wyjaśniających to zjawisko dotyczy włókien gazowych, które mają powstawać dzięki wiatrom młodych gwiazd uderzającym w pobliski obłok molekularny. Nie wyjaśnia to jednak dlaczego HH 222 oraz słabsze strumienie gazowe wydają się skupiać w stronę jasnego nietermalnego radioźródła, które znajduje się obok zakrzywionej struktury.
Inna hipoteza zakłada, że radioźródło znajduje się w układzie podwójnym zawierającym gorącego białego karła oraz gwiazdę neutronową lub czarną dziurę. Wtedy obiekt HH 222 byłby dżetem emitowanym przez ten energetyczny układ. Jednak takie systemy są silnymi źródłami promieniowania rentgenowskiego, a w tym przypadku nie zostało ono zaobserwowane. Dlatego prawdziwa natura obiektu HH 222 nie została jeszcze poznana.